# Двадцать сонетов к Марии Стюарт
Двадцать сонетов к Марии Стюарт — цикл сонетов И. Бродского, написанный в 1974 году. Опубликован впервые в Russian Literature Triquarterly, 1975, № 11 и в 1977 году в книге «Часть речи». Согласно классической структуре, «Сонеты к Марии Стюарт» состоят из 20 строф по 14 строк каждая, написанных пятистопным ямбом. Бродский расширяет понятие сонета — и формально, и стилистически. Он чередует или смешивает французский, итальянский и английский типы сонетов, а также использует нетипичные для сонетов схемы рифмовки и совсем нетипичную (например, в последней строфе) разбивку сонета на части.
Первый и явный адресат цикла — королева Шотландии Мария Стюарт, статую которой лирический герой встречает в Люксембургском саду во Франции. С ней связано особенное воспоминание героя: трофейное кино «Дорога на эшафот» (1940, в советском прокате — в 1948-49 гг.) с Зарой Леандер в главной роли.

И пока не замерли обертоны сей низкопоклоннической ноты, позвольте мне здесь вспомнить ещё одну вещь, роднящую меня с Адольфом Гитлером: великую любовь моей юности по имени Зара Леандер. Я видел её только раз, в «Дороге на эшафот», шедшей тогда всего неделю, про Марию Стюарт. Ничего оттуда не помню, кроме сцены, в которой юный паж скорбно преклоняет голову на изумительное бедро своей обреченной королевы. По моему убеждению, она была самой красивой женщиной, когда-либо появлявшейся на экране, и мои последующие вкусы и предпочтения, хотя сами по себе и вполне достойные, все же были лишь отклонениями от обозначенного ею идеала. Из всех попыток объяснить сбивчивую или затянувшуюся романтическую карьеру эта, как ни странно, представляется мне наиболее удовлетворительной.

И. Бродский, «Трофейное»

Второй адресат — М. Б. Ей посвящена большая часть любовной лирики Бродского и почти все стихи книги «Новые стансы к Августе», в которую входят «Двадцать сонетов». Двойственность обращений, а именно возможность отнести любую фразу одновременно и к королеве-киноактрисе-статуе, и к реальной любимой женщине, которая тем не менее столь же недосягаема для лирического героя, — одна из составляющих драматической амбивалентности произведения.
Двадцать сонетов изобилуют явными и неявными отсылками к произведениям классиков — Пушкина, Данте, Шиллера, Блока, Гоголя. Их, однако, нельзя назвать реминисценциями, так как они (за исключением отсылок к Гоголю) выглядят нарочито пародийно, хотя пародиями тоже не являются. Эффект неудачной срывающейся пародии парадоксально используется автором для усиления лирического напряжения и трагизма стихов. Леонид Баткин предложил термин парапародия: «около пародии и — мимо неё».
В целом «Двадцать сонетов к Марии Стюарт» глубинно связаны с предыдущими лирическими стихами Бродского, опираются на созданный в их пространстве язык. Цикл необходимо читать в контексте книги «Новые стансы к Августе».